# Sadra
SADRA o Sadra, conocida también como Iran Marine Industrial Company fue fundada en 1968 como una pequeña empresa de reparación de vehículos en Bushehr Mazandaran. Desde entonces, Sadra se ha convertido en líder en la construcción naval en Irán. Con la llegada del nuevo régimen político, Sadra ha dirigido sus pasos a la explotación de campos petrolíferos y gasísticos. La compañía está especializada en la construcción de barcos, muelles flotantes y plataformas petrolíferas y gasísticas. Tanto Sadra como el Grupo Sadra son propiedad del complejo industrial estatal Iran Shipbuilding and Offshores Industries Complex Co. (ISOICO). Desde abril de 2009, el IRGC a través de  Khatam al-Anbia posee una participación de control en Sadra.

## Historia
- En 2005, Sadra ganó por 100 millones de euros el contrato para la construcción de cuatro buques de carga para la empresa alemana Rickmers.[2]
- En 2006 el Grupo Sadra ganó por un total de 2.400 millones de dólares el contrato para la construcción de un gaseoducto de gas natural licuado (GNL) para el grupo belga EXMAR.
- En 2009 Sadra comenzó la fabricación de tanques con una capacidad de 113.000 toneladas de Aframax para la compañía de Petróleos de Venezuela.[4][5]
- En 2009 Sadra construyó una plataforma semiflotante para la perforación de gas y petróleo en el mar Caspio. La plataforma llamada 'Irán-Alborz' es la más grande de Medio Oriente y es capaz de operar en profundidades de hasta 1.030 metros y puede desglosar hasta una profundidad de 6.000 metros bajo el fondo marino. Irán-Alborz es operado por Iran North Drilling Co.[6]
- Desde 2010, Sadra ha estado involucrada en el desarrollo de South Pars fases 13 y 14.[7]

## Naviera iraní
Durante las próximas dos décadas, Irán necesitará 500 nuevos buques, incluyendo 120 petroleros, 40 buques de gas natural licuado (GNL) para las compañías de transporte de gas y más de 300 embarcaciones comerciales. En 2009, en una medida que apunta a mejorar aún más la industria naviera iraní, el presidente Mahmoud Ahmadinejad prohibió la compra de buques extranjeros para empresas y organizaciones iraníes. El Ministerio de Comercio ha confirmado que Irán es capaz de construir todos los buques que necesite en suelo iraní.